# Uncertain Terms
Az Uncertain Terms Greg Howe 1994-ben megjelent szólólemeze, mely a Shrapnel Records gondozásában jelent meg. Az albumot az 1993-as Introspection lemezhez hasonlóan Howe, ismét a saját stúdiójában a Greg Howe's home studio-ban rögzítette. A stúdiózás során minden hangszert Howe játszott fel, kivéve a gitárszintetizátorokat, melyek rögzítése Lee Wertman nevéhez fűződik. Howe ismét a fúziós jazz és az instrumentális gitárzene határán mozgó albumot készített, melynek produceri munkálait is egymaga készítette.

## Számlista
Az összes dal szerzője Greg Howe. 
| 1.    | Faulty Outlet      | 4:24 |
| 2.    | 5 Mile Limit       | 4:43 |
| 3.    | Run With It        | 4:09 |
| 4.    | Business Conduct   | 4:35 |
| 5.    | Public and Private | 5:31 |
| 6.    | Song for Rachelle  | 5:17 |
| 7.    | Stringed Sanity    | 6:03 |
| 8.    | Solid State        | 5:20 |
| 9.    | Second Thought     | 5:20 |
| 45:22 |                    |      |

## Közreműködők
- Greg Howe – gitár, dob, basszusgitár, hangmérnök, producer
- Lee Wertman – gitárszintetizátor
- Kenneth K. Lee, Jr. – maszter